# Acetyl hóa

Axit salicylic được acetyl hóa tạo thành aspirin

Acetyl hóa, acetylation (tên trong danh pháp IUPAC: ethanoylation) là một phản ứng đưa nhóm chức acetyl vào một hợp chất. Deacetylation là quá trình đẩy nhóm chức acetyl ra khỏi hợp chất.
Acetyl hóa là quá trình đưa một nhóm acetyl (kết quả tạo ra một nhóm axetoxy) vào một hợp chất, cụ thể là sự thay thế của một nhóm axetyl cho một nguyên tử hydro hoạt động. Một phản ứng liên quan đến việc thay thế nguyên tử hydro của một nhóm hydroxyl với một nhóm acetyl (CH3 CO) tạo ra một este axetat tương ứng. Axetic anhydride thường được sử dụng như là một chất acetylate phản ứng với các nhóm hydroxyl tự do. Ví dụ, nó được sử dụng trong quá trình tổng hợp của aspirin, heroin, và THC-O-acetate.

## Acetyl hóa protein
Acetyl hóa là một quá trình thay đổi quan trọng của protein trong sinh học tế bào; và các nghiên cứu về proteomics đã xác định hàng ngàn protein của động vật có vú được acetyl hóa. Acetyl hóa xảy ra như là một sửa đổi đồng chuyển đổi và sau chuyển dịch của protein, chẳng hạn cho các histone, p53, và tubulin. Trong số các protein này, các protein chromatin và các enzyme chuyển hóa được biểu hiện rất cao, cho thấy acetyl hóa có một tác động đáng kể lên biểu hiện gen và trao đổi chất. Trong vi khuẩn, 90% protein tham gia vào quá trình trao đổi chất trung tâm của vi khuẩn Salmonella được acetyl hóa.

### N-terminal acetylation

N-terminal Acetylation

Acetyl hóa N-terminal là một trong những cải biến cộng hóa trị đồng chuyển đổi phổ biến nhất của protein trong sinh vật nhân thực, và nó là rất quan trọng cho các quy định và chức năng của các protein khác nhau. Acetyl hóa N-terminal đóng một vai trò quan trọng trong việc tổng hợp, ổn định và nội địa hoá của protein. Khoảng 85% protein của con người và 68% trong nấm men được acetyl hóa ở điểm cuối Nα của chúng. Một số protein của sinh vật nhân sơ và vi khuẩn cổ cũng được sửa đổi bằng cách acetyl hóa N-terminal.

## Xử lý gỗ
Kể từ đầu thế kỷ 20, việc acetyl hóa gỗ đã được nghiên cứu như một phương pháp để nâng cao độ bền của gỗ chống lại các quá trình thối rữa và cong vênh. Lợi ích thứ cấp bao gồm cải thiện độ ổn định của kích cỡ dài rộng, cải thiện độ cứng bề mặt và không giảm tính chất cơ học do xử lý.
Các tính chất vật lý của bất kỳ vật liệu nào được xác định bởi cấu trúc hóa học của nó. Gỗ có chứa một nhóm hóa học phong phú được gọi là "hydroxy tự do". Các nhóm hydroxyl tự do hấp thụ và giải phóng nước khi có những thay đổi trong điều kiện khí hậu mà gỗ bị phơi ra. Đây là một giải thích tại sao gỗ để lâu bị sưng lên và co lại. Người ta cũng tin rằng quá trình các enzym phân hủy gỗ bắt đầu ở các vị trí hydroxyl tự do - đây là một trong những lý do chính khiến gỗ có nguy cơ bị phân hủy.
Acetyl hóa thay đổi hydroxyls tự do trong gỗ thành các nhóm acetyl. Điều này được thực hiện bằng cách phản ứng giữa gỗ với anhydride axetic, có nguồn gốc từ axit axetic (được gọi là giấm khi ở dạng pha loãng). Khi nhóm hydroxyl tự do được biến đổi thành nhóm acetyl, khả năng hấp thụ nước sẽ giảm đáng kể, làm cho gỗ trở nên ổn định về kích thước và do nó không thể bị phân hủy được nữa, nên trở thành cực kỳ bền.